# Butte City
Butte City és una població dels Estats Units a l'estat d'Idaho. Segons el cens del 2000 tenia 76 habitants.

## Demografia
Segons el cens del 2000, Butte City tenia 76 habitants, 36 habitatges, i 19 famílies. La densitat de població era de 146,7 habitants per km².
Dels 36 habitatges en un 22,2% hi vivien nens de menys de 18 anys, en un 41,7% hi vivien parelles casades, en un 2,8% dones solteres, i en un 47,2% no eren unitats familiars. En el 38,9% dels habitatges hi vivien persones soles l'11,1% de les quals corresponia a persones de 65 anys o més que vivien soles. El nombre mitjà de persones vivint en cada habitatge era de 2,11 i el nombre mitjà de persones que vivien en cada família era de 2,74.
Per edats la població es repartia de la següent manera: un 23,7% tenia menys de 18 anys, un 6,6% entre 18 i 24, un 25% entre 25 i 44, un 36,8% de 45 a 60 i un 7,9% 65 anys o més.
L'edat mediana era de 40 anys. Per cada 100 dones de 18 o més anys hi havia 123,1 homes.
La renda mediana per habitatge era de 17.250 $ i la renda mediana per família de 31.250 $. Els homes tenien una renda mediana de 35.625 $ mentre que les dones 22.500 $. La renda per capita de la població era d'11.889 $. Aproximadament el 25% de les famílies i el 30,7% de la població estaven per davall del llindar de pobresa.

## Poblacions més properes
El següent diagrama mostra les poblacions més properes.